# Volum (llibre)

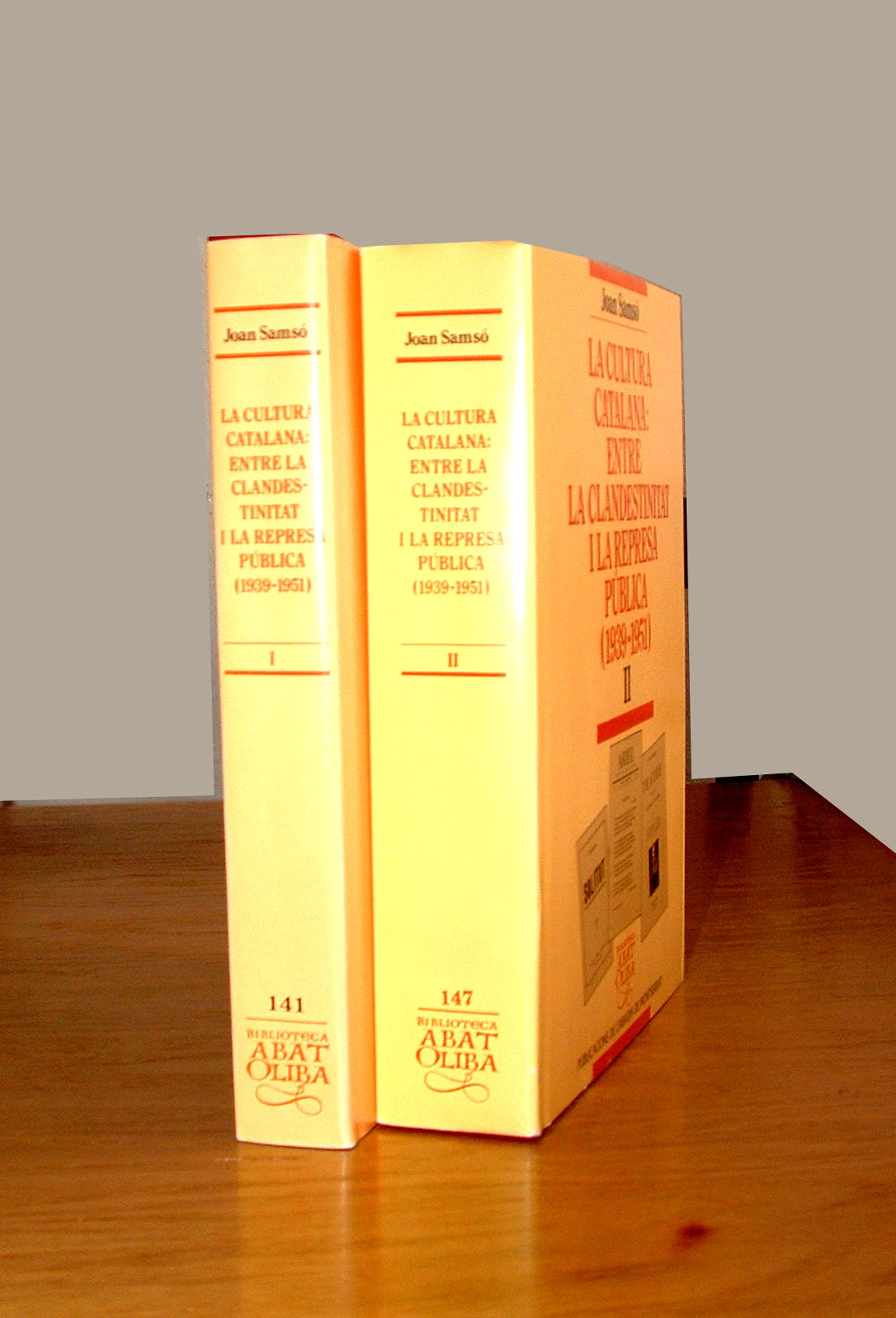
Una obra publicada en dos volums

Volum és el nom donat al llibre en tant que unitat física, sobretot quan cal distingir-lo del sentit més genèric de llibre com a ‘obra independent’, ‘obra de creació intel·lectual'.
Així, el llibre-obra coincideix sovint amb el llibre-objecte (volum); per exemple, un poemari complet publicat en un sol volum. Però un sol volum (unitat física de llibre) també pot incloure diverses obres; per exemple, un volum en què apareixen publicades conjuntament tres novel·les. D'altra banda, una sola obra independent pot ocupar diversos volums (unitats físiques de llibre); per exemple, una enciclopèdia en vint volums.
Volum és, doncs, un terme referit a l'estructura física del llibre. Cal distingir-lo del tom, que designa un tipus d'estructuració intel·lectual interna d'una obra (similarment a la part o al capítol).